# Yeldho Mor Titus
Yeldho Mor Titus (Tytus, wł. Yeldho Pathikkal, ur. 22 maja 1970 w Kottayam) – duchowny Malankarskiego Syryjskiego Kościoła Ortodoksyjnego, będącego częścią Syryjskiego Kościoła Ortodoksyjnego, od 2004 biskup Ameryki Północnej.

## Życiorys
28 października 1982 został wyświęcony na diakona. Święcenia kapłańskie przyjął 4 lutego 1990. Sakrę biskupią otrzymał 15 stycznia 2004.